# Georges Minois
Georges Minois (ur. 1946) – historyk francuski.
Georges Minois jest autorem szeregu publikacji, ekspertem z zakresu historii religii i kultury, historii społecznej i historii mentalności. 
Jest absolwentem École normale supérieure. Do 2006 roku wykładał historię i geografię w 
Lycée Ernest Renan w Saint-Brieuc.

## Autor publikacji
- Histoire de la vieillesse de L'Antiquite à la Renaissance1987
- La Bretagne des prêtres en Trégor d'Ancien Régime, Les Bibliophiles de Bretagne, 1987
- Le Confesseur du roi. Les directeurs de conscience de la monarchie française, Fayard, 1988
- Henri VIII), Fayard, 1989
- Les Religieux en Bretagne sous l'Ancien Régime, Ouest-France, 1989
- L'Église et la Science. Histoire d'un malententendu, Fayard, 1991
- Histoire religieuse de la Bretagne, Éd. Gisserot, 1991
- Histoire des enfers, Fayard, 1992
- Nouvelle Histoire de la Bretagne, Fayard, 1992
- Du Guesclin, Fayard, 1993
- L'Église et la Guerre. De la Bible à l'ère atomique, Fayard, 1994
- Censure et culture sous l'Ancien Régime, Fayard, 1995
- Histoire du suicide. La societé occidentale face à la mort volontaire, Fayard, 1995;
- Les Stuarts, Presses universitaires de France, 1996
- Les Tudors, Presses universitaires de France, 1996

## Współautor publikacji
- Répertoire des visites pastorales de la France, CNRS, 1-re serie, Ancies Diocses, t. IV, 1985
- Les Bretons et Dieu, atlas d'historie religieuse, Presses universitaires de Rennes- II, 1985
- Les Côtes-du-Nord de la préhistoire à nos jours, Bordes-soules, 1987
- Le Trégor, Autrement, 1988
- Foi chrétienne et milieux maritimes, Publisud, 1989
- Science et Foi, Centurion, 1992
- Breizh. Die Bretagne und ihre kulturelle Identität, Kassel, 1993
- L'historien et la foi, Fayard, 1996
- Les Jésuites, Desclee de Brouwer, 1996
- Dictionnaire de l'Ancien Régime, Presses universitaires de France, 1996
- Guide encyclopédique des religions, Bayard-Le Centurion, 1996

## Tłumaczenia prac na j. polski
- Historia starości. Od antyku do renesansu, Oficyna Wydawnicza Volumen (Histoire de la vieillesse de L'Antiquite à la Renaissance 1987)
- Kościół i nauka, przeł. A Szymanowski, 1995, Oficyna Wydawnicza Volumen (L'Église et la Science. Histoire d'un malententendu 1991)
- Historia piekła, I wyd: przeł. A. Dębska, 1996, PIW; II wyd: przeł. A. Kędzierzawska, B. Szczepańska, Oficyna Wydawnicza Volumen, 1998 (Histoire des enfers 1992)
- Kościół i wojna. Od czasów biblii do ery atomowej 1998, Oficyna Wydawnicza Volumen, przeł. A. Szymanowski (L'Église et la Guerre. De la Bible à l'ère atomique 1994)
- Historia samotności i samotników. przeł. W. Klenczon, 2018, Wydawnictwo Aletheia (Histoire de la solitude et des solitaires, Fayard, 2013)
- Historia ateizmu. Niewierzący w świecie zachodnim od jego początków do naszych czasów, Wydawnictwo Aletheia, 2019, przełożyła: Wanda Klenczon (tytuł oryginału: Histoire de l’athéisme. Les incroyants dans le monde occidental des origines à nos jours)
- Historia śmiechu i drwiny Wydawca: Aletheia (  Histoire du rire et de la derision ) Warszawa, 2021